# Pontianak, Indonezia
Pontianak este un oraș din Indonezia.